# Roverbella

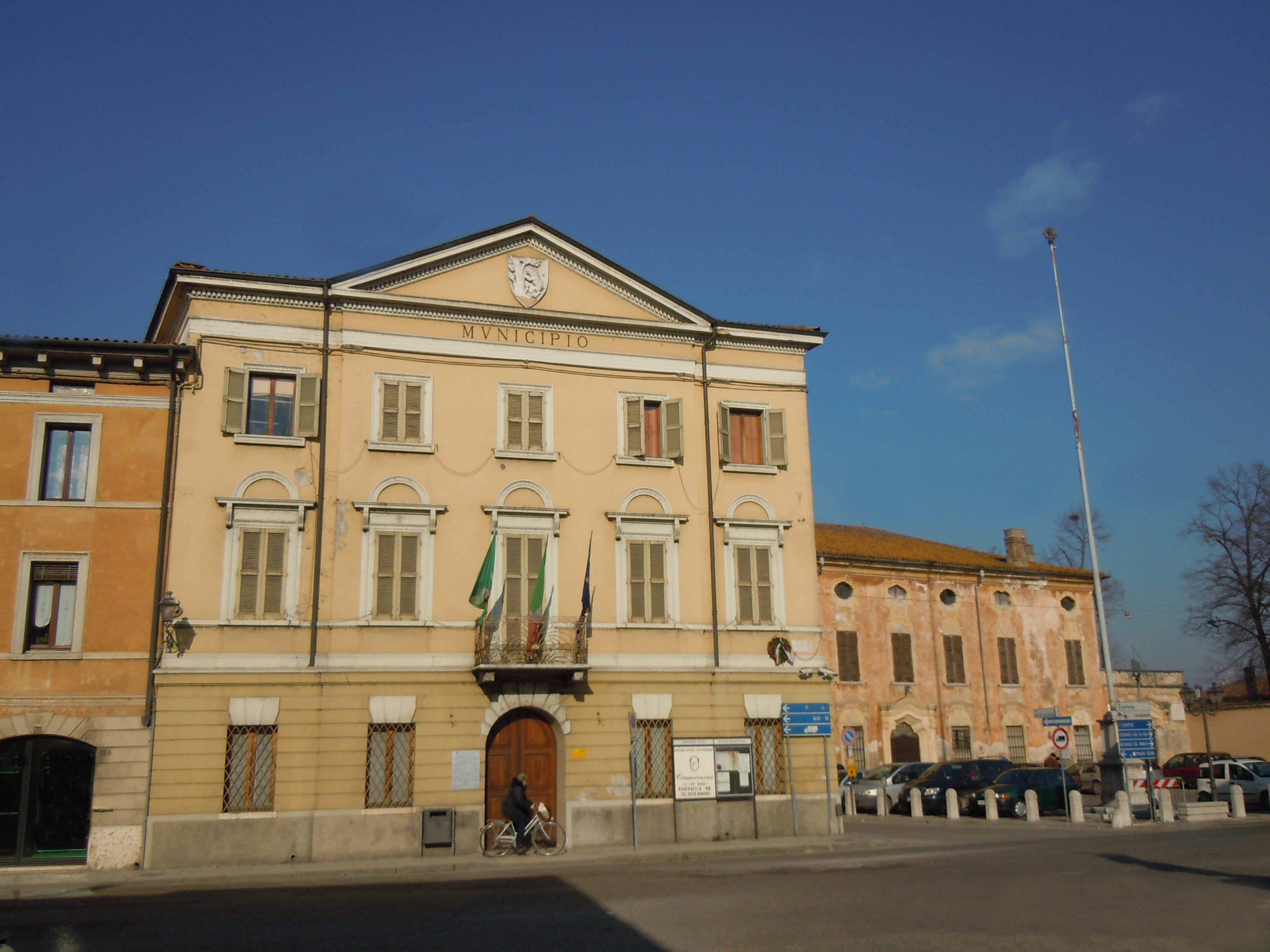
Das Rathaus von Roverbella

Roverbella ist eine Gemeinde (comune) in der Provinz Mantua in der italienischen Region Lombardei, etwa 130 km östlich Mailand gelegen und etwa 11 km nördlich Mantua. Sie hat 8751 Einwohner (Stand 31. Dezember 2023) auf 63,2 km² Fläche (ISTAT).

## Töchter und Söhne der Gemeinde
- Umberto Ferrari (1877–1960), Bahnradsportler
- Luigi Roncaglia (* 1943), Bahnradsportler und zweifacher Weltmeister
- Gianpaolo Sigurotti (* 1955), Radrennfahrer

## Lage
Roverbella grenzt an folgende Gemeinden: Castelbelforte, Marmirolo, Mozzecane, Nogarole Rocca, Porto Mantovano, San Giorgio di Mantova, Trevenzuolo, Valeggio sul Mincio.

## Städtepartnerschaften
- Nowy Targ, Polen